# Zion Lights
Zion Lights (West Midlands, 1984) es una autora, poetisa y activista británica, reconocida por su trabajo medioambiental y de comunicación científica. Ha sido portavoz del movimiento social Extinction Rebellion (XR) en televisión y radio, y fundó y editó el periódico Hourglass como parte de la misma iniciativa. Ha escrito columnas para The Huffington Post, es autora del libro de no ficción basado en la evidencia The Ultimate Guide to Green Parenting y ha brindado charlas TED sobre astronomía y conciencia medioambiental.

## Biografía

### Primeros años y estudios
Lights nació en West Midlands. Sus padres emigraron al Reino Unido desde un pequeño pueblo del Punyab, en la India, y fueron trabajadores de una fábrica en Birmingham. Cuando era joven, Lights hizo una aparición en el programa de concurso Junior Mastermind. Su primer poema se publicó en una antología, cuando tenía apenas doce años.
Estudió en la Universidad de Reading y se graduó en 2005. Completó un máster en Comunicación Científica en la Universidad del Oeste de Inglaterra en 2019.

### Literatura y activismo
Lights es una activista medioambiental y escritora centrada en la paternidad ética y el cambio climático. Fue columnista del periódico Express & Echo durante seis meses en 2014. Además, fue coeditora de la revista Juno durante siete años y escribió para The Huffington Post. Abandonó la redacción de Juno en 2019 para trabajar en Extinction Rebellion, movimiento social donde formó parte del equipo de medios y mensajes para el Reino Unido. En su papel como portavoz de Extinction Rebellion UK, Lights realizó varias apariciones en radio y televisión hablando de la emergencia climática y ecológica. Participó en programas como Politics Live de BBC Television, BBC World News, Good Morning Britain y The Andrew Neil Show.

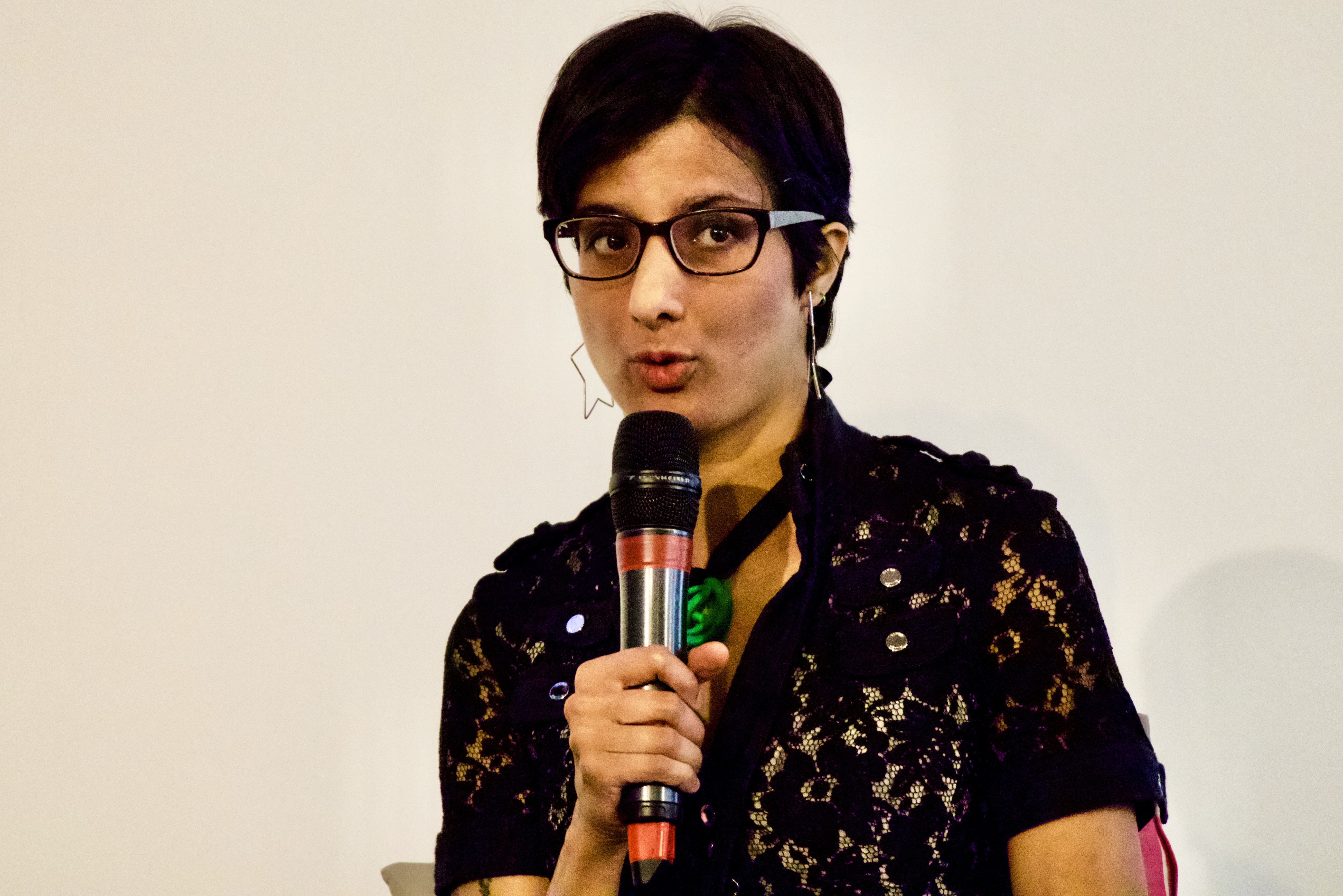
Lights brindando una charla en 2019.

Fundó y editó el periódico de XR The Hourglass, publicado en septiembre de 2019 con ediciones hasta mayo de 2020. Poco después, dejó XR y se convirtió en directora de la rama británica de Environmental Progress, la organización fundada y dirigida por Michael Shellenberger en defensa de la energía nuclear. Es cofundadora además del proyecto Emergency Reactor junto con el filántropo Daniel Aegerter.
Escribió un libro de no ficción titulado The Ultimate Guide to Green Parenting (2015), y colaboró en Zero Waste Kids, en coautoría con Rob Greenfield. En 2018 publicó su primera colección de poesía, Only a Moment. También en 2018 dio una charla TEDx sobre astronomía, titulada Don't forget to look up, en la Universidad de Bristol.

## Obras
- More Things Should Be Thought Out Thus: A Story of Many Stories, and Many Stories About One Story, 2010.
- The Ultimate Guide to Green Parenting, 2015.
- Only a Moment, 2018.